# NGC 2964
NGC 2964 é uma galáxia espiral barrada (SBbc) localizada na direcção da constelação de Leo. Possui uma declinação de +31° 50' 49" e uma ascensão recta de 9 horas, 42 minutos e 54,1 segundos.
A galáxia NGC 2964 foi descoberta em 7 de Dezembro de 1785, por William Herschel.